# Staccato

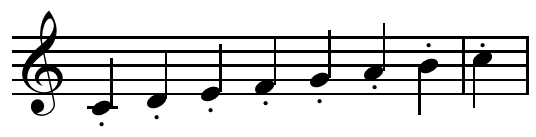
Staccato angivet i notskrift

Staccato [sta'kɑ:tɔ] av italienska (di)staccare 'avskilja', 'lossa', är en musikalisk term som betecknar att en ton skall spelas väsentligt kortare än dess noterade tidsvärde i motsats till legato. Staccato betecknas med en punkt ("staccato-prick") över eller under noten.